# Boeing P-8 Poseidon
Boeing P-8 Poseidon er et maritimt patruljefly, der skal opsøge og nedkæmpe ubåde samt fjendtlige overfladeenheder. En mulig fremtidig rolle er desuden elektronisk efterretning. Flyet er udstyret med 11 våbenstationer hvoraf de fem vil være interne. På disse våbenstationer kan flyet bære miner, torpedoer, Harpoon-missiler og andre våben. Flyet vil også kunne udkaste og overvåge sonarbøjer. Det er designet til at operere sammen med et ubemandet fly kaldet Broad Area Maritime Surveillance.
P-8 bliver bygget af Boeing på basis af deres civile Boeing 737-800 model.
I 2025 indgik Danmarks Forsvarsministeriet en aftale med andre nordatlantiske lande om at leje P-8.